# Norma Torres
Norma Judith Torres (Escuintla, Guatemala; 4 d'abril de 1965) és una política nord-americana. És membre de la Cambra de Representants dels Estats Units pel 35è districte congressual de Califòrnia. Prèviament, va ser membre del Senat Estatal de Califòrnia representant al districte 32è. És demòcrata.
Torres va néixer a Guatemala. Quan tenia cinc anys, la seva mare va morir, i ella, el seu pare i els seus germans es van traslladar a Los Angeles. Va servir a l'Ajuntament de Pomona abans de ser triada Alcaldessa de la ciutat el 2006. El 2008, va avalar el llavors candidat a la Presidència Barack Obama abans que Hillary Clinton renunciés a la carrera, i va esdevenir superdelegada a la Convenció Nacional Demòcrata de 2008. Va ser triada per a l'Assemblea Estatal el novembre de 2008, ocupant la vacant de l'anterior legislador Nell Soto, qui es va jubilar. Va ser la Tresorera el 2008/2009 per a la Conferència Nacional d'Alcaldes Demòcrates.